# Pyro
Pyro —Piro en España— es el nombre de 2 personajes Australianos que aparecen en los cómics estadounidenses publicados por Marvel Comics. Pyro odia su nombre y lo cambió a John, debido a su padre que lo abandonó.
La versión de Pyro de St. John Allerdyce se describe como un enemigo recurrente de los X-Men y más tarde se convierte en un agente del gobierno de los Estados Unidos. Fue creado por Chris Claremont y John Byrne e introducido en Uncanny X-Men # 141 (enero de 1981) como parte de la Hermandad de Mutantes Malvados. Pyro tenía la habilidad mutante de controlar el fuego. 
Pyro y la Hermandad de Mutantes Malvados son los principales antagonistas en los Días del futuro en los cómics de X-Men mientras intentan asesinar al senador Robert Kelly, que en una línea de tiempo alternativa conduce a un futuro distópico en el que los mutantes son cazados, asesinados o capturados por los robots Centinelas. A través del viaje en el tiempo se frustró el asesinato. En una fecha posterior, la Hermandad se convierte en agentes del gobierno de los Estados Unidos a cambio de un perdón completo y el equipo se conoce como la Fuerza Libertad. 
Mientras trabajaba para el gobierno, el equipo se enfrenta tanto a los X-Men como a los Vengadores. Durante una misión a Kuwait, Pyro es capturado por el enemigo. Pyro contrajo el Virus Legado, fatal para todos los mutantes, momentos antes de su muerte. Pyro salvó al Senador Kelly de otro intento de asesinato, cambiando la postura anti mutante de Kelly. Pyro fue luego resucitado por el Virus Transmode, que existe como un ser tecno-orgánico bajo el control de Selene. 
Una versión estadounidense de Pyro llamado John Allerdyce aparece en la franquicia cinematográfica X-Men producida por 20th Century Fox. El fue interpretado por Alexander Burton en la película X-Men (2000). Aaron Stanford asumió el papel en las películas X-Men 2 (2003) y X-Men: The Last Stand (2006). Aaron Stanford volverá hacer el personaje de Pyro en la próxima película Deadpool & Wolverine (2024) del Universo Cinematográfico de Marvel.

## Historial de publicaciones
Creada por el escritor Chris Claremont y el artista / coautor John Byrne, la versión de Pyro de St. John Allerdyce apareció por primera vez en Uncanny X-Men # 141 (enero de 1981).
Como parte de la iniciativa Dawn of X, Pyro posteriormente protagonizó la serie Marauders en octubre de 2019 junto a Kitty Pryde, Iceman, Emma Frost, Tormenta y Bishop.

## Historia

### Hermandad de Mutantes Malvados
El australiano T. John Allerdyce es un mutante que nació en Sydney. A pesar de que sus habilidades de control del fuego se desarrollaron durante la pubertad, los utilizó poco y solo en situaciones de emergencia. Al no poder aprovechar sus habilidades, Allerdyce pasó por varios trabajos antes de trabajar para una agencia de noticias australiana que cubrió eventos en Vietnam e Indonesia. Lo inspiraron estas experiencias y viajes a comenzar a escribir novelas, incluidos romances tórridos. Los libros de Allerdyce ganaron un gran número de lectores en todo el mundo de habla inglesa, a pesar del desdén crítico de novelistas y críticos de renombre. Finalmente, de manera oculta, conoció a Mystique, una mutante, y se unió a su versión conocida de la terrorista Hermandad de Mutantes Malvados. El hombre que controla la llama viviente, Pyro, fue el nombre que Allerdyce adoptó.
La Hermandad se hizo famosa por intentar matar al senador Robert Kelly, el candidato presidencial antimutante. Los X-Men y la viajera en el tiempo Kate Pryde, cuyo objetivo era evitar un futuro distópico causado por el ataque terrorista, frustraron su infiltración en el Pentágono. Después de que Tormenta lo salvó de ser asesinado por Wolverine durante la batalla, Pyro fue incapacitado por un monzón convocado por ella. La mayoría de los miembros de la Hermandad fueron encarcelados en Ryker Island. Después de que Mystique y Rogue los liberaran, la Hermandad se unió para luchar contra los Vengadores. Pyro luchó directamente contra Bestia y la Bruja Escarlata, antes de que Hawkeye lo noqueara. Después de ser detenidos de nuevo, la Hermandad fue trasladada a la Prisión de Máxima Seguridad de Windust. Allí, Pyro, Avalanche y Blob fueron detenidos por el caballero espacial Rom, pero Mystique, Rogue y Destiny lograron escapar.
Después de que Rogue abandonó a los X-Men, Mystique, impulsada por su ira por la pérdida de su hija adoptiva, atacó a sus antiguos enemigos. Reunió a la Hermandad de Mutantes Diabólicos, posiblemente ayudando a sus aliados encarcelados a escapar. La Hermandad pensó en un astuto plan, creando un falso incendio terrorista para atraer al X-Man Colossus a una trampa. Sin embargo, la llama viviente de Pyro causó graves daños a su forma de acero. Después de apuntar a Nightcrawler, los X-Men interceptaron de nuevo la Hermandad y Pyro cayó nuevamente ante la habilidad básica de Storm. Sin embargo, en esta ocasión, la Hermandad pudo escapar de la captura porque Mystique acordó ceder su libertad a cambio de la seguridad del Profesor X.

### Agente Federal
Mystique logró infiltrarse en el Pentágono y mantener a la Hermandad bajo vigilancia durante meses mientras se relacionaba con Val Cooper. Finalmente, Mystique le dijo a Cooper cuál era su verdadera identidad y le ofreció los servicios de la Hermandad a la Comisión de Actividades Sobrehumanas a cambio de perdón por sus pecados previos. La primera misión del grupo de Mystique bajo el mando de Val Cooper, rebautizado como Freedom Force, fue detener a Magneto para demostrar su competencia. A pesar de que Freedom Force sufrió la derrota ante los X-Men (donde Colossus noqueó a Pyro), Magneto finalmente optó por rendirse y enfrentar el juicio. Pyro fue un agente del gobierno sancionado que participó en otras misiones para capturar superhumanos ilegales, como los X-Men y los Vengadores. Al perseguir a Rusty Rusty Collins, Freedom Force se enfrentó en varias ocasiones a X-Factor y los Nuevos Mutantes.
Además, cuando Cooper designó a John Walker como el nuevo Capitán América para la Comisión, Freedom Force lo ayudó en su entrenamiento, mientras que Pyro, Avalanche y Blob aprovecharon constantemente las oportunidades para burlarse de él. Destiny anunció la próxima muerte de los X-Men, pero Freedom Force trató de obligarlos a estar bajo custodia para proteger sus vidas, lo que provocó un breve conflicto entre los dos grupos en Dallas. Pronto se dieron cuenta de que compartían una amenaza, la entidad llamada el Adversario, y se unieron para derrotarlo, incluso sacrificando la vida de los X-Men. La desaparición de los X-Men tuvo un impacto en Freedom Force, ya que fueron abordados y atacados por Magik y los Nuevos Mutantes y X-Factor, quienes buscaron explicaciones. Como ejecutor de la Ley de Registro de Mutantes, Pyro ayudó a varios mutantes a ser liberados como miembro de Freedom Force. El grupo arrestó a la Alianza del Mal, organizó un juicio falso para atraer a los Resistentes, y obtuvo la custodia de los bebés secuestrados de Nanny. En una tarea menor, Pyro y Blob se enfrentaron a Daredevil al intentar detener a Amanda, una mutante.
En uno de sus enfrentamientos más crueles, Freedom Force luchó contra los Reavers en la Isla Muir, lo que resultó en la muerte de Destiny y Stonewall, lo que marcó el colapso del grupo. Al fracasar en capturar y contratar a Hulk, Cable y Firestar, Freedom Force finalmente se disolvió después de que el Rey Sombra comprometiera a Val Cooper y Mystique desapareciera. La misión más reciente y catastrófica que llevó a cabo se llevó a cabo en Kuwait y fue liderada por Crimson Commando para liberar a Reinhold Kurtzman. Después de que la Espada del Desierto atacó a Kurtzman, Pyro optó por quemarlo vivo en lugar de entregarlo. Después de la muerte de Kurtzman y la grave herida del Comando, Pyro y Blob fueron abandonados en el Medio Oriente y se sometieron a la Espada del Desierto. Después de ser capturados, sobrevivieron ofreciendo sus servicios como guardaespaldas al oficial de alto rango.

### Virus Legacy
Toad liberó a Pyro y Blob, quienes se unieron a su versión de la Hermandad de Mutantes Diabólicos por obligación y gratitud. Esta Hermandad recién creada se unió a Morlocks y luchó contra el equipo mutante emergente X-Force. A pesar de su fracaso, la mayoría de ellos, excepto Sauron, pudieron escapar. Sauron regresó con sus aliados con la intención de persuadir a los X-Patriots para que se unieran a la Hermandad, pero sus intenciones fueron frustradas por X-Factor, el nuevo grupo gubernamental creado por Val Cooper. La Hermandad fracasó en su intento de contratar a un mutante, esta vez el teletransportador llamado Portal, debido a la presencia de Spider-Man, Darkhawk y Sleepwalker. 
Poco después, cuando Exodus ofreció asilo en Avalon bajo la invitación de Magneto para un miembro de la Hermandad Phantazia, mencionó que Pyro no era digno de unirse a ellos porque había sido "manchado". Poco después, Pyro se dio cuenta de que había contraído el Virus del Legado, una enfermedad fatal que se mueve y acaba con la vida. Al principio, buscó la ayuda del millonario Empyrean Jonathan Chambers. Después de saber que Chambers estaba usando sus propios poderes para drenar las energías de Pyro, Pyro decidió seguir siendo tratado por Chambers. En el centro de Empyrean, Pyro tuvo la oportunidad de reunirse con sus excompañeros Avalanche y Commando, quienes ahora forman parte del Proyecto: Wideawake bajo la dirección de Henry Gyrich.
Pyro cometió una escena de crimen espectacular que lo puso en conflicto una vez más con el justiciero Daredevil después de cambiar de opinión y preferir morir una muerte lenta en la cama. Al final de este encuentro, Pyro escapó por poco de ser asesinado en un edificio en llamas. Pyro incendió accidentalmente una iglesia mientras hablaba con un sacerdote, con sus poderes extremadamente fuera de control, su cuerpo dañado por sus propias llamas y su mente dañada por su enfermedad. Con la intervención de los X-Men, fue retenido pero rescatado por Avalancha antes de que pudiera ser detenido, presumiblemente bajo las órdenes de Mystique. Pyro fue acusado por Mystique de prevenir el asesinato de su hijo, el político Graydon Creed, pero fracasó cuando fue capturado por X-Factor, que había creído que era el asesino potencial. 
Pyro robó un banco de la ciudad de Nueva York a medida que su salud empeoraba para obtener dinero de un científico que afirmaba poder eliminar sus genes mutantes. Durante el robo, Pyro recibió múltiples disparos en su abdomen. La Dra. Cecilia Reyes, una cirujana mutante que se había unido recientemente a los X-Men, lo operó en un hospital cercano. Poco después, Pyro engañó a la Dra. Reyes y le dio la oportunidad de escapar.
Bajo las instrucciones de Exodus y los Acólitos, Pyro llevó a un grupo de mutantes a adquirir el Isótopo E de High Evolutionary para encontrar una cura para el Virus Legado. Debido a su fracaso, Exodus los abandonó en la Tierra Salvaje sin ninguna intención de ayudarlos. Después de poco tiempo, Pyro regresó a los Estados Unidos a través de fuentes desconocidas, mientras estaba siendo perseguido en Nebraska por el sensible y rebelde Cerebro de los X-Men. Aunque los X-Men intentaron frenarlo porque no entendieron su situación, logró destruir la unidad Cerebro. Después de afirmar que estaba colaborando con Charles Xavier, finalmente se derrumbó agotado. SHIELD lo detuvo. Pyro asistió a un mitin organizado por el senador Robert Kelly, quien era el candidato presidencial. Pyro advirtió a los X-Men cuando sus excompañeros de la Hermandad intentaron asesinar al político e incluso mató a Post para salvar la vida de Kelly. Pyro, muy debilitado por la tensión, le pidió a Kelly que acabara con el odio entre humanos y mutantes, pero finalmente falleció trágicamente en los brazos de Kelly mientras sucumbía al Virus del Legado.

### Regreso de la Muerte
Durante la creación de Necrosha, Pyro fue recuperado brevemente por Selene y se unió a su grupo de mutantes resucitados. Acompañado por Berzerker, atacó Utopía y luchó contra X-Force. Pyro apareció vivo inesperadamente algún tiempo después, enfrentándose a Iceman en dos ocasiones distintas. [55] Posteriormente, William Stryker atacó a él, Sauron y Hairbag y los capturó. Como muchos otros mutantes, Pyro fue lavado de cerebro por Mentallo, pero finalmente fue liberado por Weapon X-Force. Después de que los X-Men parecieran haber fallecido, se unió a la Hermandad de Joseph, la cual atacó una base militar en Transia. Los X-Men se enfrentaron a la Hermandad y Cyclops noqueó a Pyro. Presumiblemente, Pyro se enteró de su desaparición poco después, sin embargo, no se conocen los detalles que llevaron a su fallecimiento.

### Marauders
Charles Xavier creó un método que permitiría la resurrección de los mutantes después de que se trasladaran a la nación-isla mutante de Krakoa. Pyro fue uno de los primeros mutantes en ser resucitado, siendo parte de las primeras experimentaciones con los protocolos. Cuando se dio cuenta de que había sido el conejillo de indias, tenía la intención de robar un barco y causar problemas. Se infiltró en la nave de Kate Pryde sin darse cuenta y se quedó dormido, lo que lo llevó a ser reclutado en los nuevos Merodeadores por invitación de Storm. Pyro colaboró con Lockheed para derrotar a los atacantes y ayudó a los Merodeadores a proteger una puerta a Krakoa de un grupo de soldados rusos. 
Los Merodeadores se convirtieron en una fuerza de rescate marina que recuperó mutantes que no podían acceder a Krakoa por sí mismos, llevando a cabo varias operaciones en todo el mundo. Después de vencer a Batroc el Saltador y robar uno de los barcos del Rey Negro, el equipo se topó con Bishop en Taipei, donde se les informó del asesinato de Xavier en Krakoa. Los Merodeadores fueron llevados a una tienda de tatuajes cercana por Kate Pryde, quien estaba preocupada por la revelación. Allí, Pyro se tatuó una gran calavera negra en toda su cara, en referencia a la bandera pirata de los Merodeadores. Al día siguiente, para gran emoción de Pyro, Emma Frost, la Reina Blanca del Comercio del Fuego Infernal, presentó a los Merodeadores un enorme barco llamado el Merodeador.
Los Merodeadores, quienes eran piratas de la Compañía Comercial Fuego Infernal, lograron salvar a los refugiados mutantes en Brasil y Madripoor. Allí fueron recibidos por los agentes Homines Verendi, Hate-Monger, X-Cutioner y un Yellowjacket microscópico, quienes se infiltraron en secreto en el cuerpo de Pyro para invadir Krakoa. Pero la Reina Blanca y Bishop planearon una trampa mental para Yellowjacket antes de que Pyro pudiera llegar a Krakoa, lo que lo obligó a salir del organismo de Pyro. Posteriormente, con la ayuda de la Reina Blanca, Pyro amenazó al Círculo Interno de los Verendi. En respuesta, los Merodeadores atacaron y destruyeron las fuerzas de los Verendi en Madripoor. Después de la muerte y la resurrección de Kate Pryde, Pyro apareció con los X-Men al final del Torneo X de Espadas. 
Pyro, Iceman y Bishop construyeron y compraron varias instalaciones en Lowtown mientras los Merodeadores intentaban conquistar territorio e influencia en Madripoor para defenderse de los Verendi. Empezaron con el Princess Bar, pero esto los llevó a luchar contra los Reavers y la armada de Madripoor. En vísperas de la Gala del Fuego Infernal, Pyro expresó su admiración por Storm y la tripulación de los Merodeadores después de su partida. Durante la Gala, la Reina Blanca y otros miembros de la Compañía Comercial del Fuego Infernal saludaron a Pyro por su excelente trabajo en beneficio de los intereses de Krakoa.

## Poderes y habilidades
Manipulación del fuego: Pyro puede hacer que cualquier fuego aumente de tamaño e intensidad y tome cualquier forma que desee. Por lo general, llama a sus creaciones de fuego "la llama viviente", que había demostrado tener forma de garras gigantes, pájaros o gólems. El tamaño, el poder y la intensidad de los seres de fuego que Pyro creó estaban limitados solo por el alcance de su imaginación, el grado de concentración y su fuerza de voluntad.Ha demostrado la capacidad de usar sus llamas para elevar la temperatura de la forma de acero de Colossus cerca de su punto de fusión. Pyro también puede manipular intensas ráfagas de calor derivadas de las microondas, aunque no estén necesariamente encendidas, como las generadas por Firestar.
La solidez del fuego: A diferencia de un fuego normal, las creaciones ardientes de Pyro pueden mostrar un alto nivel de "solidez", ya que se ha demostrado que sus creaciones pueden atrapar a sus enemigos.
Resistencia al fuego: Pyro es resistente a cualquier fuego que haya puesto bajo su control. Se ha demostrado que absorbe y redirige las llamas, ordenándoles que se deslicen por su piel e incluso lleguen a su corazón.  Sin embargo, podría resultar dañado, al igual que cualquier humano común, por cualquier fuego que no controle mentalmente.

## Otras versiones

### Era de Apocalipsis
St. John Allerdyce fue uno de los cientos de mutantes que fueron colocados en los corrales de esclavos de Apocalipsis. Experimentado por la Bestia Oscura, obtuvo la capacidad de generar llamas por sí mismo, pero no sin quemarse en el proceso. Junto con otros mutantes, intentó escapar de los corrales de cría, solo para ser perseguido por la Fuerza Mutante de Élite. Fue asesinado por Havok y su cadáver será entregado a la Bestia Oscura para que lo derritan hasta sus componentes centrales para usarlos en la creación de más Infinites. Pyro puede manipular la Bestia Oscura para generar fuego por sí solo. Pero al hacerlo, le duele y le quema mucho.

### Ultimate
Pyro conoció a Nightcrawler y luchó contra los Amigos de la Humanidad por primera vez. Era seguidor de los Morlocks y defensor de la causa de Xavier. Le comentó a Nightcrawler que habría preferido pertenecer a los X-Men. Posteriormente, Bishop y Storm lo salvaron de un ataque de Centinelas y lo incorporaron a su recién creado equipo de X-Men. Bishop sugiere que los reclutas se convertirían en "leyendas" en el futuro, lo que indica que Pyro podría haber tenido un gran potencial.
En un momento dado, presionó llamas contra ella para cauterizar una herida de bala. Posteriormente, Bishop empleó a Pyro como espía de su equipo para infiltrarse en el Frente de Liberación Mutante. Stryfe, el líder del grupo, admitió que Pyro era un espía, pero admitió que no tenía nada que ocultar y deseó que Pyro se uniera al grupo con seriedad. Después, Pyro abandonó a los X-Men por motivos desconocidos y se unió a la Hermandad de la Supremacía Mutante. Después de derrotar a Valkyrie de los Ultimates, Pyro parecía estar ansioso por unirse a Mastermind para violarla, pero Valkyrie despertó del control mental y decapitó a Mastermind y le cortaron las manos a Pyro. Es incierto si sobrevivió a esta lesión.

## En otros medios

### Televisión
- Pyro aparece en Pryde of the X-Men, con la voz de Pat Fraley.[4]Esta versión es miembro de la Hermandad de Terroristas Mutantes.
- La encarnación de St. John Allerdyce de Pyro aparece en X-Men: La serie animada, con la voz de Graham Halley.[4]Esta versión es un miembro británico de la Hermandad de Mutantes de Mystique.
- La encarnación de Pyro de St. John Allerdyce aparece en X-Men: Evolution con la voz de Trevor Devall.[4]Esta versión es inicialmente miembro de los Acólitos de Magneto. Tras la muerte de Magneto y la disolución de los Acólitos, un Pyro reformado se une a S.H.I.E.L.D. junto con la Hermandad de Bayville en una visión del futuro representada en el final de la serie de dos partes "Ascension".
- La encarnación de Pyro de St. John Allerdyce aparece en Wolverine and the X-Men, con la voz de Nolan North.[4]Inicialmente se lo representa como un prisionero de la División de Respuesta Mutante antes de convertirse en miembro de los Acólitos de Magneto y posteriormente encarcelado en Genosha por fallarle a Magneto.
- Pyro aparece en la serie de animación de 2009 The Super Hero Squad Show, con la voz de Steven Blum.[5]Esta versión es miembro de la Legión Letal del Doctor Doom y une fuerzas brevemente con Paste Pot Pete y Zzzax para formar el Equipo Tóxico.

### Cine
- Pyro aparece como miembro de la Hermandad de Mutantes de Magneto en los primeros borradores de X-Men (2000), pero tuvo que ser eliminado para que la película fuera aprobada por 20th Century Fox debido a problemas de presupuesto.[6]No obstante, Pyro hace un cameo en la película final como estudiante del Instituto Xavier, interpretado por Alexander Burton.[7][8]
- John Allerdyce/Pyro aparece en X-Men 2 (2003), interpretado por Aaron Stanford. Esta versión es inicialmente un amigo de sus compañeros del Instituto Xavier, Iceman y Rogue, que lleva consigo un encendedor Zippo en todo momento antes de que Magneto lo tiente a unirse a la Hermandad.
- John Allerdyce/Pyro aparece en X-Men: The Last Stand (2006), interpretado nuevamente por Aaron Stanford. Ahora, con un lanzallamas en miniatura montado en la muñeca y sirviendo como la mano derecha de Magneto, él y la Hermandad luchan para detener la producción de una "cura mutante" hasta que es derrotado por Iceman.
  - John Allerdyce / Pyro aparece en la película del Universo cinematográfico de Marvel Deadpool & Wolverine (2024), interpretado nuevamente por Aaron Stanford.[9]El fue miembro de la tripulación de sobrevivientes de Cassandra Nova en el Vacío, aunque Pyro secretamente resentía a Nova y quería escapar de la dimensión. Por lo tanto, él operó como informante para el agente de la Autoridad de Variación Temporal Paradox, informando sobre los tratos de Nova y lo que sucede en su dominio. Mientras la tripulación se enfrentaba a Deadpool, Wolverine y la Resistencia, Pyro intentó finalmente matar a Nova, aunque este intento de asesinato fracasó. Después de que Nova invadió la mente de Pyro y se enteró de los planes de Paradox, él fue asesinado por ella a su llegada al universo de Deadpool.

### Videojuegos
- Pyro aparece como un jefe en la primera etapa en el juego arcade X-Men de 1992.[4]
- Pyro es un personaje jugable en la versión Game Boy Color del juego de lucha 2000 X-Men: Mutant Academy.[10]
- Pyro aparece como un personaje jugable en la versión para Xbox del juego de lucha 2002 X-Men: Next Dimension, con la voz de Robin Atkin Downes.[4]
- Pyro aparece como jefe en el juego de rol de acción X-Men Legends de 2004, con la voz de Robin Atkin Downes.[4]Esta versión es miembro de la Hermandad de Mutantes.
- Pyro aparece como un personaje jugable en la versión para PC de X-Men Legends II: Rise of Apocalypse, con la voz de John Kassir.[4]Esta versión es miembro de la Hermandad de Mutantes.
- John Allerdyce/Pyro, basado en la encarnación cinematográfica, aparece como un jefe en X-Men: El videojuego oficial, con la voz de Steve Van Wormer.[4]El jugador lo encuentra durante el nivel de Iceman.
- Pyro aparece en el videojuego 2011 X-Men: Destiny, con la voz de Steven Blum.[4]Esta versión es miembro de la Hermandad de Mutantes.
- Pyro también aparece como jefe en Marvel Heroes, con la voz de Crispin Freeman.[4]
- Pyro aparece en Lego Marvel Super Heroes,[11]con la voz de Andrew Kishino.[4]Esta versión es miembro de la Hermandad de Mutantes.